# Estação El Salto
A Estação El Salto é uma das estações do Metrô de Valparaíso, situada em Viña del Mar, entre a Estação Chorrillos e a Estação Quilpué. É administrada pelo Metro Regional de Valparaíso S.A..
A estação original foi inaugurada no dia 16 de setembro de 1855, enquanto que a atual edificação foi inaugurada em 23 de novembro de 2005. Localiza-se na Rua Limache. Atende o setor El Salto.